# Liste der Flüsse in Tansania

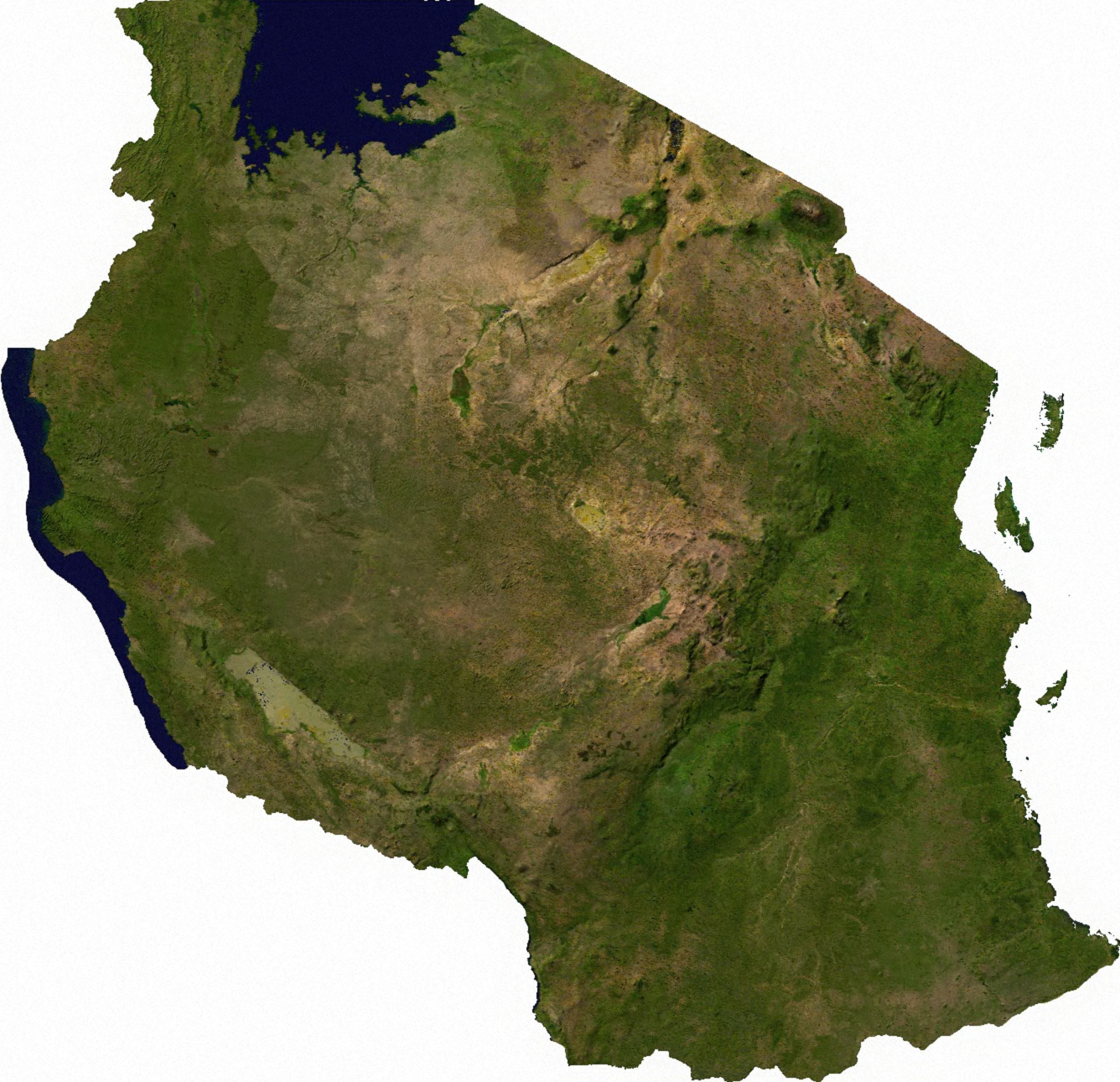
Vegetation in Tansania

Klimazonen in Tansania

Dies ist eine Liste der Flüsse in Tansania. Das ostafrikanische Land hat eine vielseitige Hydrologie. Bedingt durch teils sehr unterschiedliche Klimazonen verbleibt der Niederschlag entweder in abflusslosen Becken, aus denen er wieder verdunstet (etwa ¼ der Landesfläche), oder entwässert über Kongo oder Nil in Ozeane bis auf die andere Seite des Kontinents. Nahezu die Hälfte der Einzugsgebietsflächen entfallen allerdings auf Flüsse, die in den Indischen Ozean fließen. Die größten Einzugsgebiete stellt dabei das des Rufiji (Indischer Ozean) dar, gefolgt von dem des Malagarasi (Atlantik), die zusammen fast 1/3 des Landes entwässern.

## Indischer Ozean

### Küstenflüsse

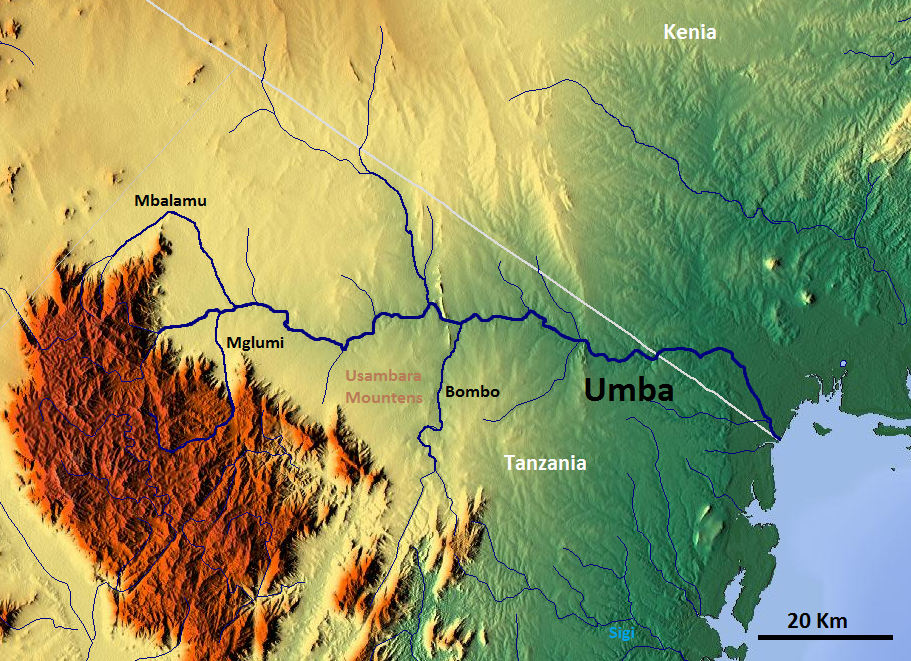
Verlauf des Umba

- Umba
  - Mbalamu
  - Mglumi
  - Bombo
- Sigi
- Lukuledi
- Ruvu
- Wami
  - Kinyasungwe
- Mbwemburu
- Matandu

### Rufiji

Einzugsgebiet des Rufiji

- Beho-Beho
- Kilombero
  - Mnyera
    - Mpanga

  - Ruhudi
    - Pitu
- Luwegu
  - Marangandu
- Ruaha
  - Kisigo
    - Njombe
      - Saba

  - Little Ruaha

### Pangani

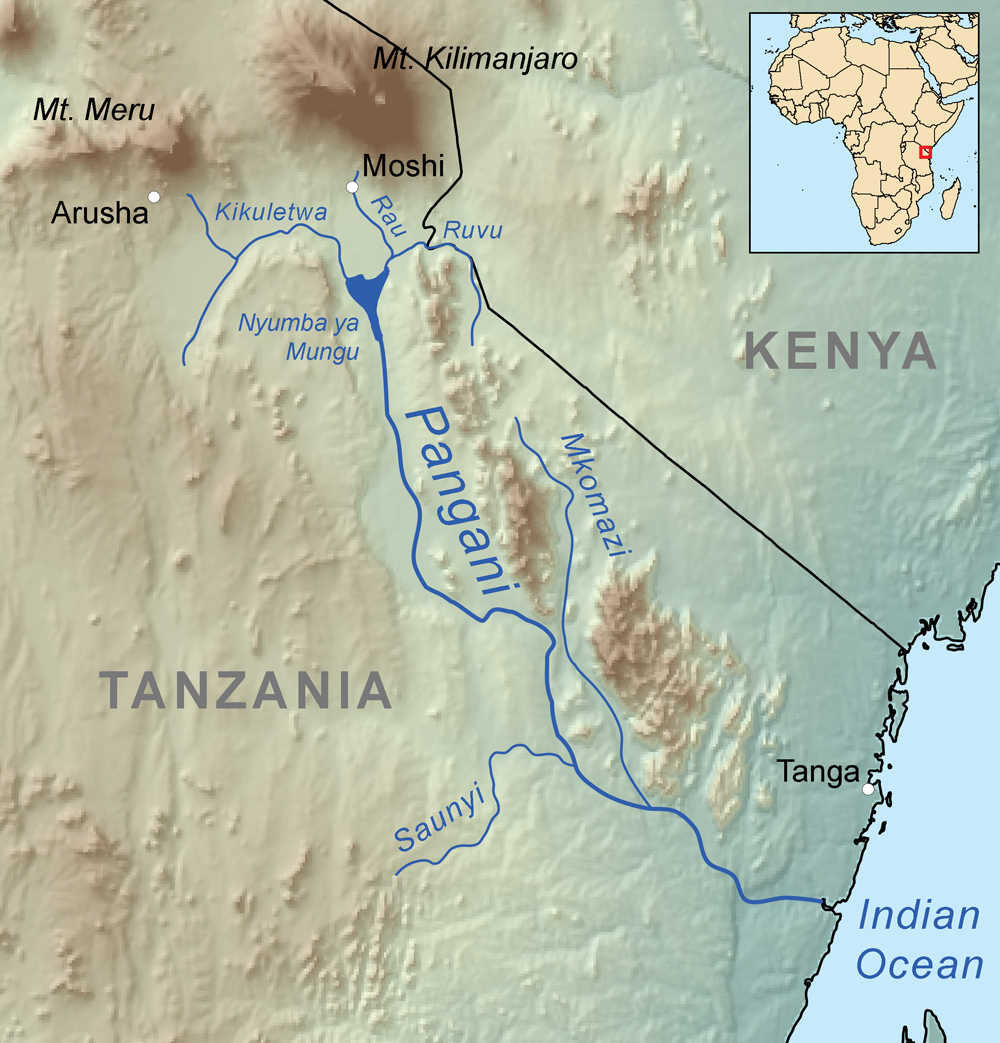
Einzugsgebiet des Pangani

- Kikuletwa
  - Weruweru
    - Kikafu

  - Usa
  - Themi
    - Ngarenaro

  - Sanya
- Ruvu (Pangani)
  - Lumi
- Mkomazi
- Luengera

### Rovuma

Einzugsgebiet des Rovuma

- Mbangala
- Lumesule
- Muhuwesi
- Messinge

### Sambesi(überMalawisee)

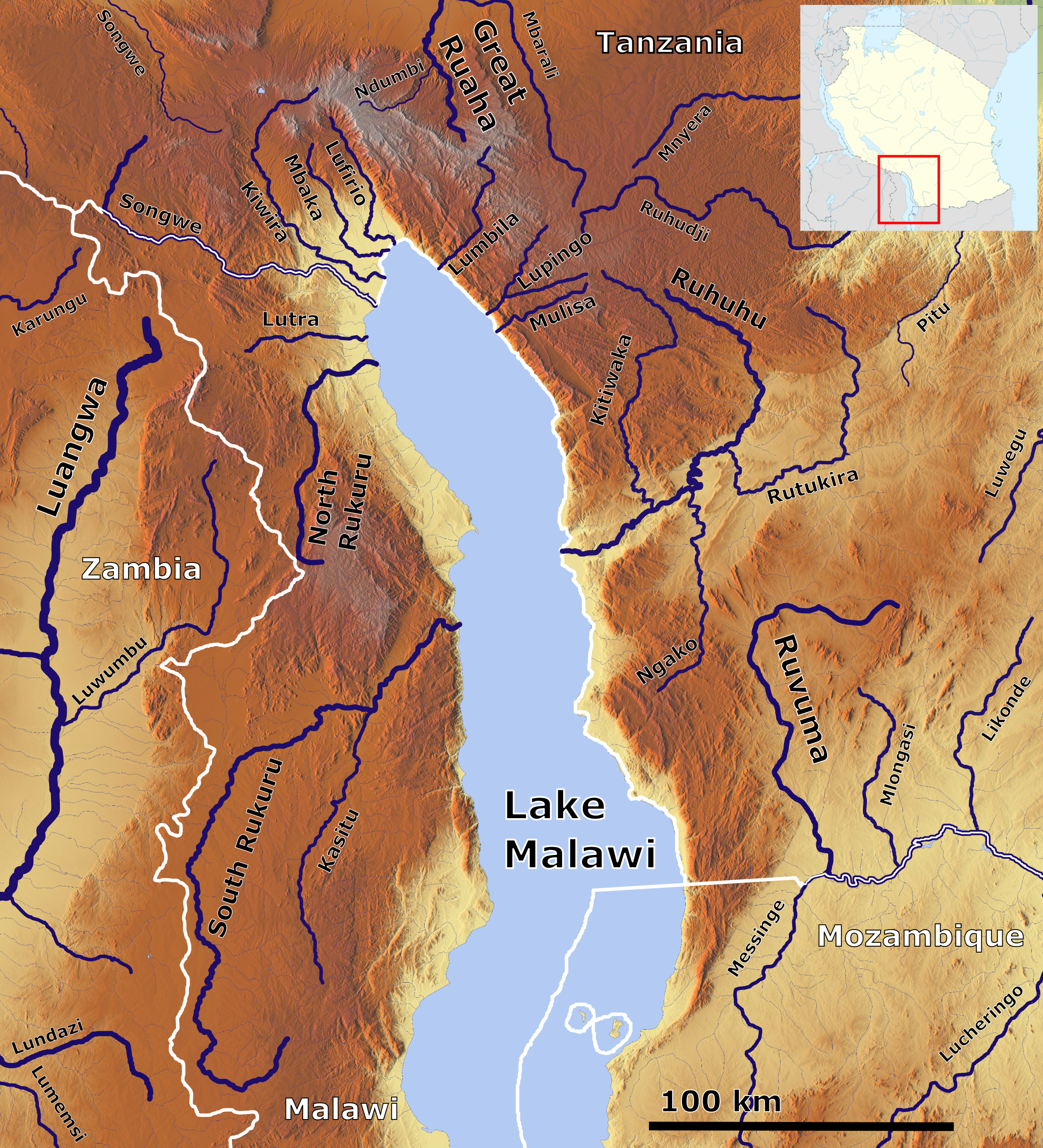
Einzugsgebiet des Malawisees in Tansania

- Ruhuhu
  - Rutukira
  - Kitwak
- Songwe
- Kiwira
- Mbaka
- Lufilyo

### AufUnguja
- Zingwe-Zingwe
- Mwera

## InendorheischeBecken
- Tarangire

### Eyasisee
- Sibiti
  - Wembere

### Bahi-Sumpf

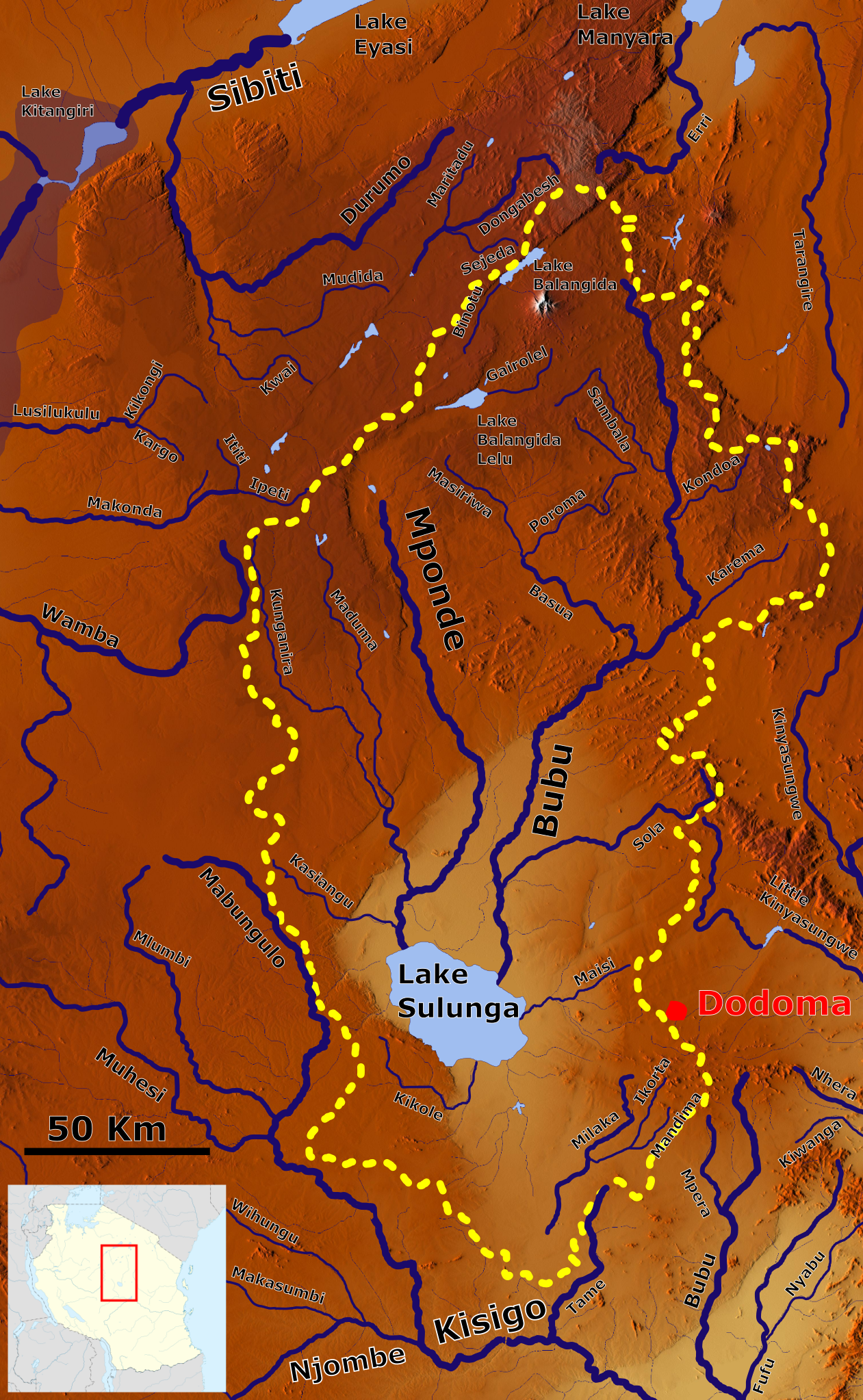
Einzugsgebiet des Sulungasees

- Bubu
  - Sambala
  - Kondea
  - Karema
  - Basua
    - Poroma
    - Masiriwa
- Mponde
  - Maduma
  - Kunganira
  - Kasiangu
- Kikole
- Maisi

### Rukwasee

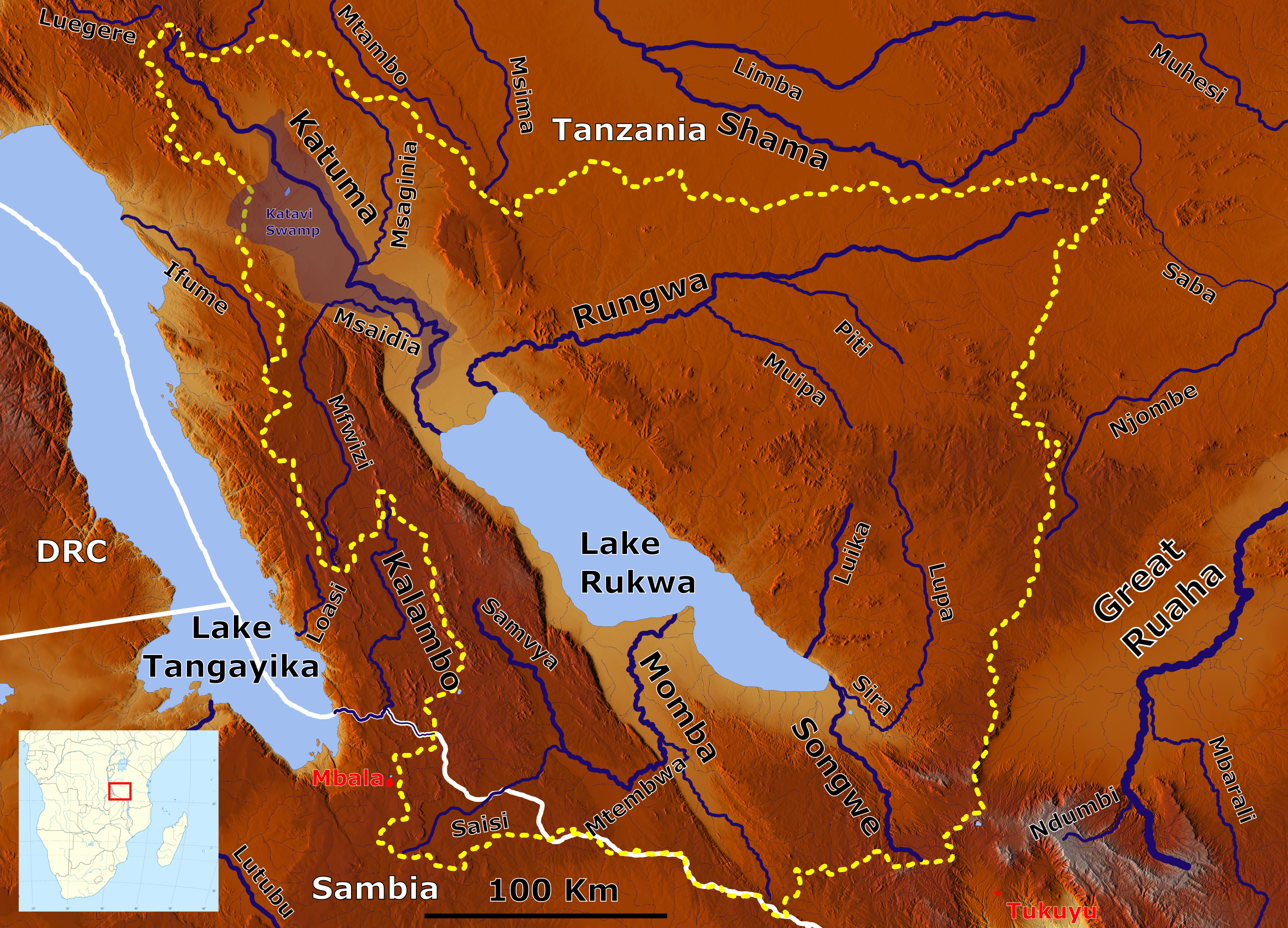
Einzugsgebiet des Rukwasees

- Rungwa
  - Piti
- Muze
- Momba
- Luiche
- Katuma
  - Kabenga
- Songwe (Rukwasee)

## Kongo(überTanganjikasee)

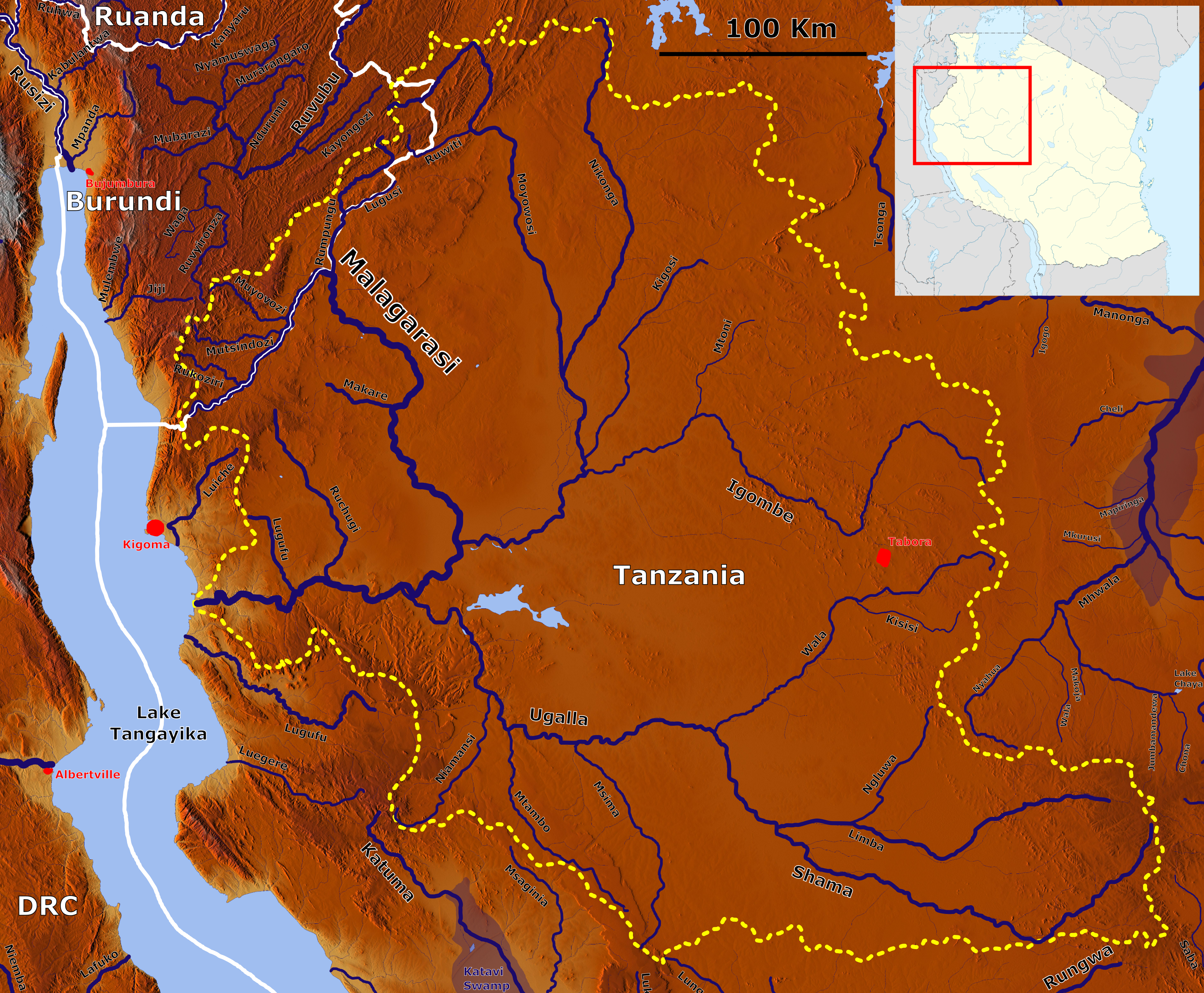
Einzugsgebiet des Malagarasi

- Malagarasi
  - Lumpungu
  - Makere
  - Ugalla
    - Mtambo
    - Shama
    - Wala

  - Moyowosi
    - Igombe
      - Kigosi
- Luiche
- Rugufu
- Kalambo

## Nil
- Kagera (Akagera-Nil)
  - Ruvuvu
- Mara
- Simiyu

## Einzugsgebietaufteilung des Landes in Prozent
| Flüsse                  | Quadratkilometer | Prozent der Landesfläche |
| ----------------------- | ---------------- | ------------------------ |
| Indischer Ozean         |                  |                          |
| Rufiji                  | 177.400          | 18,8                     |
| Ruvuma                  | 52.100           | 5,5                      |
| Wami                    | 46.400           | 4,9                      |
| Pangani                 | 42.100           | 4,5                      |
| Matandu                 | 18.600           | 2,0                      |
| Ruvu                    | 18.400           | 2,0                      |
| Mbwemkuru               | 16.300           | 1,7                      |
| Ruhuhu (Malawisee)      | 14.000           | 1,5                      |
| Mbezi                   | 7700             | 0,8                      |
| Umba                    | 6700             | 0,7                      |
| Lukuledi                | 6000             | 0,6                      |
| Weitere                 | 32.400           | 3,4                      |
| Zusammen                | 438.100          | 46,5                     |
| Endorheische Becken     |                  |                          |
| Rift-Valley-Flüsse      | 64.500           | 6,8                      |
| Eyasi- und Kitangirisee | 64.400           | 6,8                      |
| Sulungasee (Bubu)       | 25.600           | 2,7                      |
| Massai-Steppe           | 10.900           | 1,2                      |
| Weitere                 | 78.700           | 8,3                      |
| Zusammen                | 244.100          | 25,9                     |
| Atlantik (Kongo)        |                  |                          |
| Malagarasi              | 126.100          | 13,4                     |
| Luiche (Tanganjikasee)  | 2600             | 0,3                      |
| Weitere                 | 80.300           | 8,5                      |
| Zusammen                | 209.000          | 22,2                     |
| Mittelmeer              |                  |                          |
| Grumeti                 | 11.700           | 1,2                      |
| Simiyu (Viktoriasee)    | 11.600           | 1,2                      |
| Mblageti                | 5700             | 0,6                      |
| Mirare/Mori             | 800              | 0,1                      |
| Mara                    | 800              | 0,1                      |
| Weitere                 | 21.300           | 2,3                      |
| Zusammen                | 51.900           | 5,5                      |
| Tansania gesamt         | 943.100          | 100                      |